# 가빈 (가수)
가빈(본명: 고은빈, 1993년 4월 19일~)은 대한민국의 가수(걸 그룹 출신)이자 배우이고, 방송인(비디오 자키)이며, 모델이다. 서울문영여고를 나왔으며, 2012년에 패션 모델로 처음 데뷔했다.
대한민국의 광주에서, 충남 천안 출생의 아버지와 강원 춘천 출생의 어머니의 사이에서 무남독녀(외동딸)로 출생하였으며, 서울 유학 초년 1개월차 시절이었던 2006년 4월 17일(月)에 일가족이 서울로 모두 이사를 했고, 2012년에 패션 모델로 처음 데뷔한 이후, 9개월 지난 이듬해 2013년 7월 30일, 여성 댄스 팝 음악 그룹 "리브 하이(Live High)"의 구성원을 통해 가수로 정식 데뷔하였으며, 걸 그룹 활동 잠시 침체 시절인 2014년에 미스 코리아 광주-전남 미(美)로 입상하기도 하였다.

## 수상 경력
- 2012년 롯데백화점 모델 선발 대회 진(眞)
- 2014년 제58회 미스코리아 광주 전남 미(美)
- 2014년 제58회 미스코리아 선발 대회 엔터테인먼트상

## 출연작

### 뮤지컬
- 2015년 《투란도트》 ... 어린 투란도트 역(단역)

### TV 프로그램
- 2016년 EBS TV 《톡 톡 보니 하니》
- 2016년 아리랑 TV 《Simply K-pop》
- 2017년 아리랑 TV 《Pops in Seoul》
- 2017년 EBS TV 《딩동댕 유치원》